# Ян Прус
Прус Ян ((пол. Prus Jan; нар. 26 січня 1859, Вадовиці — пом. 9 листопада 1926) — польський лікар; професор; керівник кафедри (1896—1917) загальної та експериментальної патології відновленого медичного факультету Львівського університету, запрошений на цю посаду Генриком Кадиєм.

## Життєпис
Народився 26 січня 1859 в місті Вадовиці, був сином коваля Мацея. Там же закінчив гімназію. Вступив на медичний факультет Яґеллонського університету в Кракові, який закінчив у 1883.
З 1883 по 1885 працював асистентом кафедри загальної і експериментальної патології, а в період 1885 — 87 — кафедри внутрішніх хвороб Краківського університету. У 1887 проходив стажування з патологічної анатомії, фізіології та неврології в Парижі та Берліні. У 1889 закінчив Львівську академію ветеринарної медицини. У 1887 — 89 — асистент, у 1889—1894 — доцент, а у 1894—1896 — професор кафедри патологічної анатомії і загальної патології Львівської академії ветеринарної медицини. У 1896 — 1917 був керівником кафедри загальної та експериментальної патології та за сумісництвом у 1902 — 05  — завідувачем кафедри фармакології і фармакогнозії, у 1900 — 01  — деканом медичного факультету Львівського університету.
У 1895 був президентом Галицького ветеринарного товариства, а у 1896 — президентом Львівського лікарського товариства.
У 1900 вперше успішно виконав відкритий масаж серця людини, разом зі штучним диханням для відновлення серцебиття, завдяки чому увійшовши до гурту творців науки патології, а також здійснив великий вплив на розвиток реаніматології та серцевої хірургії.
Автор близько 40 наукових праць, опублікованих польською, німецькою та французькою мовами.
1917 звільнився з кафедри і до 1926 займався приватною практикою у Львові.
Був одружений. Мав двох синів (один з них Мар'ян — лікар) і доньку.
Помер 9 листопада 1926. Похований на Личаківському цвинтарі.